# Changhsingiense
| Era Eratema | Periodo Sistema | Época Serie                | Edad Piso                      | Inicio, en millones de años |
| ----------- | --------------- | -------------------------- | ------------------------------ | --------------------------- |
| Paleozoico  | Pérmico         | Lopingiense Lopingiano     | Changhsingiense Changhsingiano | 254,2±0,1                   |
| Paleozoico  | Pérmico         | Lopingiense Lopingiano     | Wuchiapingiense Wuchiapingiano | 259,51±0,21                 |
| Paleozoico  | Pérmico         | Guadalupiense Guadalupiano | Capitaniense Capitaniano       | 264,28±0,16                 |
| Paleozoico  | Pérmico         | Guadalupiense Guadalupiano | Wordiense Wordiano             | 266,9±0,4                   |
| Paleozoico  | Pérmico         | Guadalupiense Guadalupiano | Roadiense Roadiano             | 274,4±0,4                   |
| Paleozoico  | Pérmico         | Cisuraliense Cisuraliano   | Kunguriense Kunguriano         | 283,3±0,4                   |
| Paleozoico  | Pérmico         | Cisuraliense Cisuraliano   | Artinskiense Artinskiano       | 290,1±0,1                   |
| Paleozoico  | Pérmico         | Cisuraliense Cisuraliano   | Sakmariense Sakmariano         | 293,52±0,17                 |
| Paleozoico  | Pérmico         | Cisuraliense Cisuraliano   | Asseliense Asseliano           | 298,9±0,2                   |
| Paleozoico  | Carbonífero     | Carbonífero                | Carbonífero                    | 358,86±0,19                 |
| Paleozoico  | Devónico        | Devónico                   | Devónico                       | 419,62±1,36                 |
| Paleozoico  | Silúrico        | Silúrico                   | Silúrico                       | 443,1±0,9                   |
| Paleozoico  | Ordovícico      | Ordovícico                 | Ordovícico                     | 486,8 ±1,5                  |
| Paleozoico  | Cámbrico        | Cámbrico                   | Cámbrico                       | 538,8±0,6                   |

El Changhsingiense o Changhsingiano es el segundo y último piso y edad del Lopingiense, y por tanto del Pérmico y del Paleozoico, en la escala temporal geológica. Sucede al Wuchiapingiense y precede al Induense (primer piso del Triásico y del Mesozoico). Se inició hace unos 254,2 millones de años y terminó hace unos 252,2 millones de años.
El Changhsingiense se introdujo en la literatura científica por el geólogo y paleontólogo estadounidense Amadeus William Grabau en 1931 para una formación geológica china, pero el nombre fue propuesto como unidad cronoestratigráfica por los también paleontólogos estadounidenses William Madison Furnish y Brian F. Glenister en 1970. El nombre procede del condado de Changxing (provincia de Zhejiang, China).

## Sección estratotipo y punto de límite global (GSSP)
La sección estratotipo y punto de límite global (GSSP) para la base del Changhsingiense se encuentra, al igual que la del Induense, en la sección de Meishan (condado de Changxing, provincia de Zhejiang, China). Se caracteriza por la primera aparición del conodonto Clarkina wangi. El piso y el GSSP fueron aprobados por la Comisión Internacional de Estratigrafía y ratificados posteriormente por la Unión Internacional de Ciencias Geológicas en 2005.
El techo del Changhsingiense se define por el GSSP de la base del Induense, que se caracteriza por la primera aparición del conodonto Clarkina wangi.

## Paleontología
El fin del Changhsingiense está marcado por la extinción masiva del Pérmico-Triásico, cuando la biodiversidad global y la diversidad alfa (diversidad de nivel comunidad) fueron devastadas. El mundo después de la extinción estuvo casi sin vida, desertificado, caliente y seco. Los amonites, peces, insectos, y los tetrápodos (cinodontos, anfibios, reptiles, terápsidos, etc.) fueron escasos y los ecosistemas terrestres tardaron 30 millones de años en recuperarse.
El piso Changhsingiense solo contiene una biozona de amonites, la correspondiente al género Iranites.